# 11614 Istropolitana
11614 Istropolitana è un asteroide della fascia principale. Scoperto nel 1996, presenta un'orbita caratterizzata da un semiasse maggiore pari a 2,9833489 UA e da un'eccentricità di 0,1341249, inclinata di 12,02293° rispetto all'eclittica.